# Habropoda salviae
Habropoda salviae är en biart som först beskrevs av Michener 1936.  Habropoda salviae ingår i släktet Habropoda och familjen långtungebin. Inga underarter finns listade i Catalogue of Life.